# BMX racing
BMX racing là một loại đua xe đạp địa hình. Định dạng của BMX được bắt nguồn từ đua xe mô tô. [1] Các cuộc đua xe đạp BMX là cuộc đua nước rút trên đường đua một vòng ngoài đường được xây dựng có mục đích. Đường đua thường bao gồm một cổng khởi đầu cho tối đa tám tay đua, một đường đua được chải chuốt, ngoằn ngoèo, bụi bẩn được làm từ nhiều bước nhảy và con lăn khác nhau và một vạch kết thúc. Đường đua thường bằng phẳng, rộng khoảng 15 feet (4,6 m) và có các góc nghiêng lớn giúp người lái duy trì tốc độ. Các môn thể thao đua xe BMX được tạo điều kiện bởi một số cơ quan xử phạt khu vực và quốc tế. Họ cung cấp các quy tắc để xử phạt hành vi bay, chỉ định phân loại nhóm tuổi và cấp độ kỹ năng giữa các tay đua và duy trì một số loại hệ thống tích lũy điểm trong mùa đua. Môn thể thao này rất hướng đến gia đình và chủ yếu là người tham gia, với các tay đua có độ tuổi từ 2 đến 70, và hơn thế nữa. Đua chuyên nghiệp có phân biệt nam và nữ, trong đó độ tuổi dao động từ 18 đến 40 tuổi.